# Liste der Biografien/Hast
Liste der Biografien |
Portal Biografien |
Personensuche
# |
A |
B |
C |
D |
E |
F |
G |
H |
I |
J |
K |
L |
M |
N |
O |
P |
Q |
R |
S |
T |
U |
V |
W |
X |
Y |
Z |
?
 
Ha |
Hd |
He |
Hi |
Hj |
Hk |
Hl |
Hm |
Hn |
Ho |
Hr |
Hs |
Ht |
Hu |
Hv |
Hw |
Hy
 
Haa |
Hab |
Hac |
Had |
Hae–Haf |
Hag |
Hah |
Hai |
Haj |
Hak |
Hal |
Ham |
Han |
Hao |
Hap |
Haq |
Har |
Has |
Hat |
Hau |
Hav |
Haw |
Hax |
Hay |
Haz
 
Hasa |
Hasb |
Hasc |
Hasd |
Hase |
Hasf |
Hasg |
Hash |
Hasi |
Hasj |
Hask |
Hasl |
Hasm |
Hasn |
Haso |
Hasp |
Hasq |
Hass |
Hast |
Hasu |
Hasv |
Hasw |
Hasz
Die Liste der Biografien führt alle Personen auf, die in der deutschsprachigen Wikipedia einen Artikel haben. Dieses ist eine Teilliste mit 99 Einträgen von Personen, deren Namen mit den Buchstaben „Hast“ beginnt.

## Hast
- Hast, Carl Ludwig (1777–1848), deutscher Abgeordneter und Bürgermeister

### Hasta
- Håstad, Elis Wilhelm (1900–1959), schwedischer Politikwissenschaftler und Politiker
- Håstad, Johan (* 1960), schwedischer Informatiker

### Haste
- Haste, Shane (* 1985), australischer Wrestler
- Hastedt, Heiner (* 1958), deutscher Philosoph
- Hastedt, Regina (1921–2007), deutsche Schriftstellerin
- Hastedt, Wilhelm (1835–1904), deutscher Brauereibesitzer und Politiker (NLP), MdR
- Hästehufvud, Anders Eriksson (1577–1657), schwedischer Admiral und Staatsmann
- Hastenpflug, Friedrich (1812–1877), Landtagsabgeordneter Waldeck
- Hastenpflug, Timo (* 1984), deutscher Schauspieler
- Hastenrath, Lambert (1815–1882), deutscher Porträtmaler der Düsseldorfer Schule
- Hastenrath, Stefan (* 1934), deutscher Meteorologe
- Hastenteufel, Lorenz (1904–1977), deutscher Politiker (CDU), MdL
- Hastenteufel, Sandra (* 1966), deutsche bildende Künstlerin
- Hastenteufel, Zeno (1946–2025), brasilianischer Geistlicher, römisch-katholischer Bischof von Novo Hamburgo
- Hasters, Alice (* 1989), deutsche Journalistin, Autorin und PodcasterinAlice Hasters (* 1989)

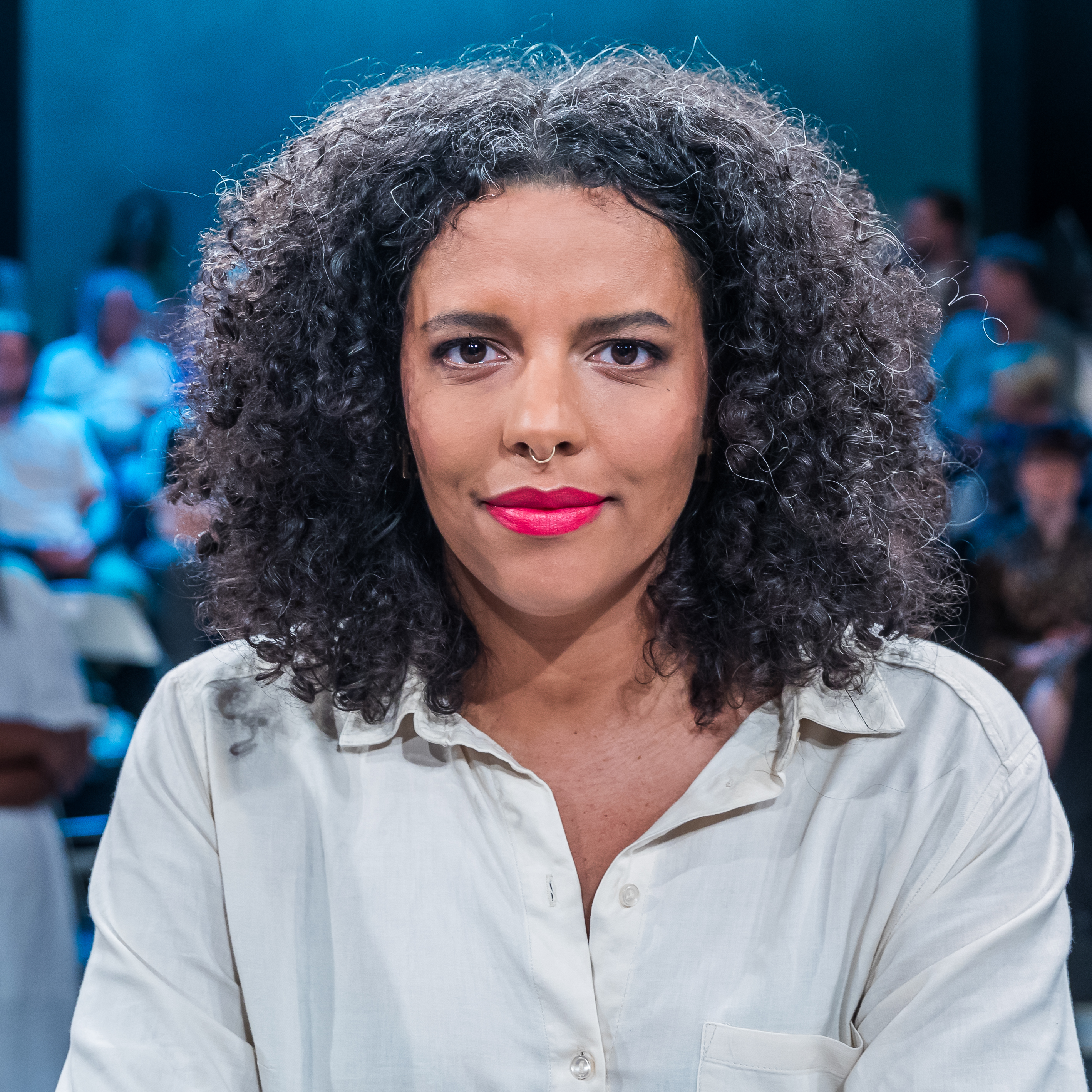
Alice Hasters (* 1989)

- Hasters, Rainer (* 1947), deutscher Journalist
- Hastert, Dennis (* 1942), US-amerikanischer Politiker
- Hastetter, Michaela Christine (* 1971), deutsche römisch-katholische Theologin

### Hastf
- Hastfer, Jakob Johann von (1647–1695), schwedischer Feldmarschall und Generalgouverneur von Livland

### Hasti
- Hastie, Jake (* 1998), schottischer Fußballspieler
- Hastie, Reid (* 1947), US-amerikanischer Sozialpsychologe
- Hastie, Robert James, britischer Physiker
- Hastie, William H. (1904–1976), US-amerikanischer Jurist, Richter am Obersten Gerichtshof der Vereinigten Staaten
- Hasting, dänischer WikingerHasting

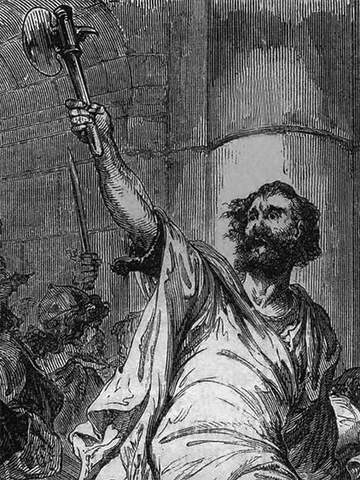
Hasting

- Hastings, Albert Baird (1895–1987), US-amerikanischer Biochemiker
- Hastings, Alcee (1936–2021), US-amerikanischer Jurist und Politiker
- Hastings, Beatrice (1879–1943), britische Dichterin, Journalistin und Kunstkritikerin
- Hastings, Bob (1925–2014), US-amerikanischer Schauspieler
- Hastings, Brian (* 1988), US-amerikanischer Pokerspieler und Unternehmer
- Hastings, Charles S. (1848–1932), US-amerikanischer Physiker
- Hastings, Chris (* 1964), US-amerikanischer Skispringer
- Hastings, Daniel (1849–1903), US-amerikanischer Politiker
- Hastings, Daniel O. (1874–1966), US-amerikanischer Politiker
- Hastings, David, Earl of Atholl, schottischer Adliger
- Hastings, Doc (* 1941), US-amerikanischer Politiker (Republikanische Partei)
- Hastings, Edmund, 1. Baron Hastings of Inchmahome († 1314), englischer Adliger und Militär
- Hastings, Edward (1382–1438), englischer Ritter
- Hastings, Edward, 1. Baron Hastings of Loughborough († 1572), englischer Adliger und Politiker
- Hastings, Edward, 2. Baron Hastings (1466–1506), englischer Adliger
- Hastings, Flora (1806–1839), britische Adlige und Hofdame der Duchess of Kent, der Mutter von Königin VictoriaFlora Hastings (1806–1839)

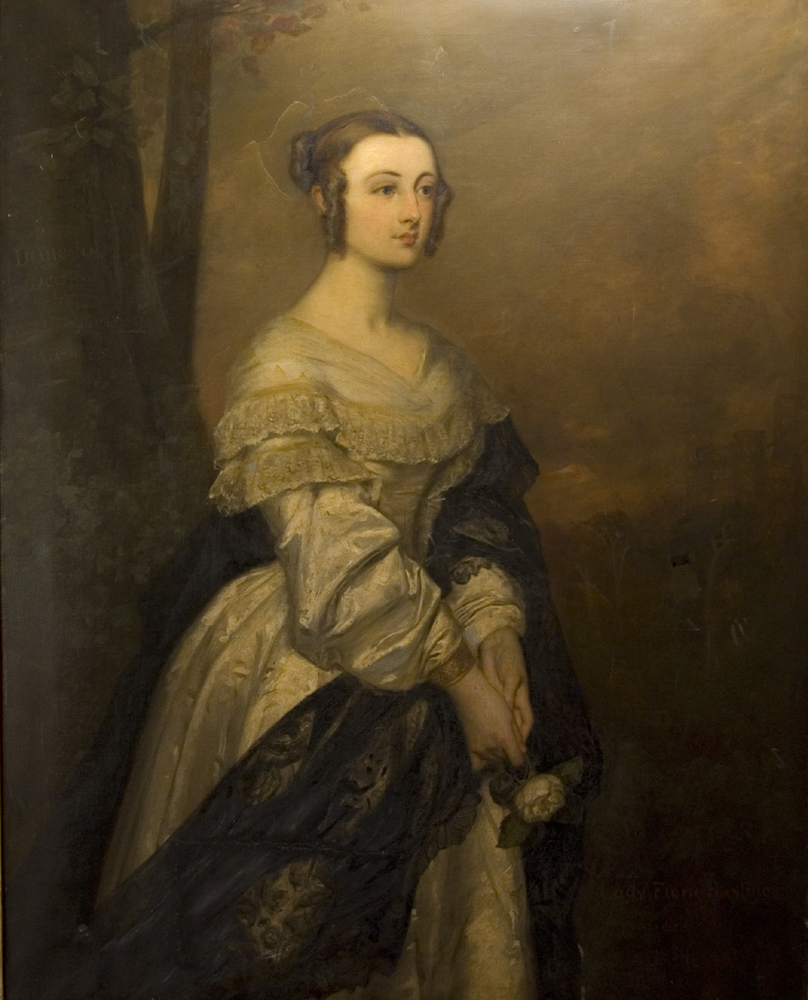
Flora Hastings (1806–1839)

- Hastings, Frank Abney (1794–1828), britischer Marineoffizier im Kampf um die Unabhängigkeit Griechenlands
- Hastings, Gavin (* 1962), schottischer Rugbyspieler
- Hastings, George (1807–1866), US-amerikanischer Politiker
- Hastings, George Fowler (1814–1876), britischer Vizeadmiral
- Hastings, George, 1. Earl of Huntingdon (1488–1544), englischer Adliger und Politiker
- Hastings, Henry, englischer Adliger und Rebell
- Hastings, Hugh († 1347), englischer Ritter, Seneschall der Gascogne
- Hastings, Hugh (1437–1488), englischer Adliger
- Hastings, James (1852–1922), schottischer presbyterianischer Geistlicher und Religionswissenschaftler
- Hastings, James F. (1926–2014), US-amerikanischer Politiker
- Hastings, Jeff (* 1959), US-amerikanischer Skispringer
- Hastings, Jimmy (1938–2024), britischer Jazzmusiker (Saxophone, Klarinetten, Flöte)
- Hastings, John (1778–1854), US-amerikanischer Politiker (Demokratische Partei)
- Hastings, John, 1. Baron Hastings (* 1262), englischer Adliger und Militär, Seneschall der Gascogne
- Hastings, John, 2. Baron Hastings (1287–1325), englischer Adliger
- Hastings, John, 2. Earl of Pembroke (1347–1375), englischer Feldherr im Hundertjährigen Krieg
- Hastings, John, 3. Earl of Pembroke (1372–1389), englischer Adliger
- Hastings, Lansford (1819–1870), US-amerikanischer Entdecker und Major der Konföderierten Staaten von Amerika
- Hastings, Lawrence, 1. Earl of Pembroke (* 1320), englischer Magnat und Militär
- Hastings, Lennie (1925–1978), britischer Jazzmusiker
- Hastings, Lowell (1916–1993), US-amerikanischer R&B- und Jazzmusiker
- Hastings, Lydia (* 1990), US-amerikanische Fußballspielerin
- Hastings, Lynn, kanadische Rechtsanwältin und UN-Diplomatin
- Hastings, Margaret (1910–1979), US-amerikanische Mittelalterhistorikerin und Hochschullehrerin
- Hastings, Matthew (1834–1919), US-amerikanischer Genre-, Landschafts- und Porträtmaler der Düsseldorfer Schule, Illustrator sowie Fotograf
- Hastings, Max (* 1945), britischer Journalist und Militärschriftsteller
- Hastings, Michael (1980–2013), US-amerikanischer Investigativjournalist und Schriftsteller
- Hastings, Michael, Baron Hastings of Scarisbrick (* 1958), britischer Manager bei KPMG und Life Peer
- Hastings, Natasha (* 1986), US-amerikanische Leichtathletin
- Hastings, Pye (* 1947), schottischer Gitarrist, Sänger und Komponist
- Hastings, Reed (* 1960), US-amerikanischer Unternehmer und Co-Gründer und CEO von NetflixReed Hastings (* 1960)

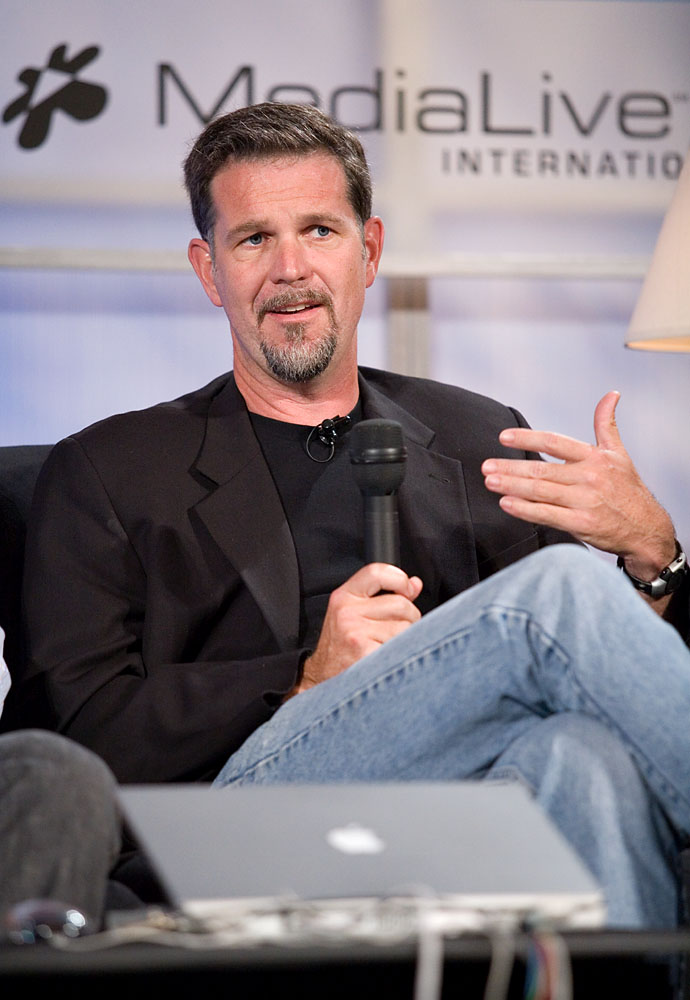
Reed Hastings (* 1960)

- Hastings, Ron (1936–2006), kanadischer Theaterschauspieler
- Hastings, Selina (1707–1791), englische Adlige und Mitbegründerin des Methodismus
- Hastings, Selina (* 1945), britische Schriftstellerin
- Hastings, Serranus Clinton (1814–1893), US-amerikanischer Jurist und Politiker
- Hastings, Seth (1762–1831), US-amerikanischer Politiker
- Hastings, Susan (* 1954), deutsche Schriftstellerin
- Hastings, Thomas (1790–1870), britischer Admiral
- Hastings, Warren (1732–1818), Generalgouverneur in Britisch-Ostindien
- Hastings, William († 1226), englischer Adliger
- Hastings, William Soden (1798–1842), US-amerikanischer Politiker
- Hastings, William W. (1866–1938), US-amerikanischer Politiker
- Hastings, William, 1. Baron Hastings († 1483), englischer Adliger und Hofbeamter
- Hastings-Bass, William, 17. Earl of Huntingdon (* 1948), britischer Adliger, Politiker und Trainer für Rennpferde
- Hastir, Marcel (1906–2011), belgischer Maler und aktiv im belgischen Widerstand

### Hasto
- Haston, Dougal (1940–1977), schottischer ExtrembergsteigerDougal Haston (1940–1977)

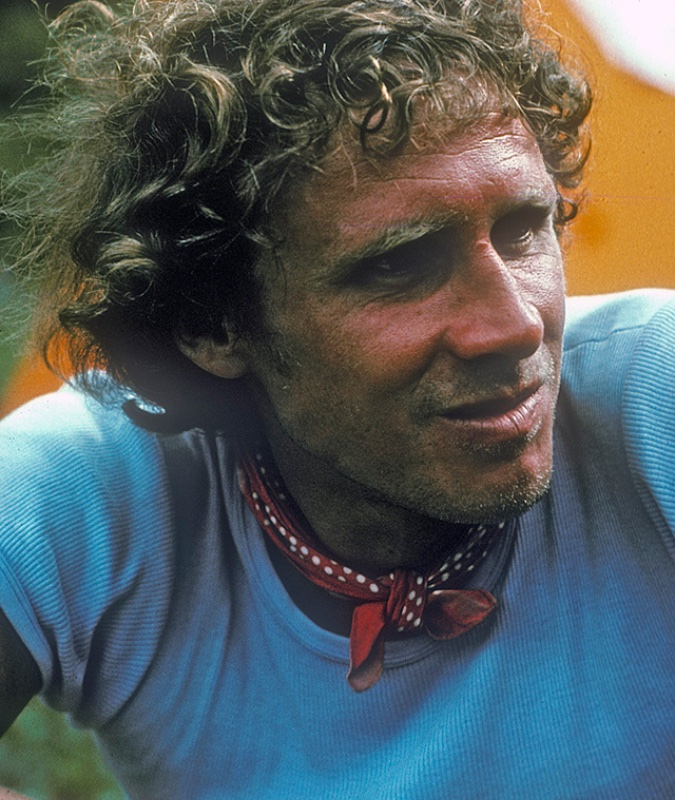
Dougal Haston (1940–1977)

- Hastor, Nijaz (* 1951), bosnischer Geschäftsmann

### Hastr
- Hastreiter, Albert (1878–1942), deutscher Kommunalpolitiker
- Hastreiter, Gerfried Joseph (1912–1945), deutscher Schulbruder und Märtyrer
- Hastreiter, Josef (1910–1978), deutscher Verwaltungsjurist und Kommunalpolitiker
- Hastrich, Jerome Joseph (1914–1995), US-amerikanischer Geistlicher, Bischof von Gallup
- Hastrup, Julie (* 1968), dänische Journalistin und Schriftstellerin
- Hastrup, Kirsten (* 1948), dänische Anthropologin und Skandinavistin
- Hastrup, Oluf (1875–1933), dänischer Seemann, Kaufmann und kommissarischer Inspektor in Grönland
- Hastrup, Vibeke (* 1958), dänische Schauspielerin und Synchronsprecherin

### Hastu
- Hastürk, Mesut (* 1966), türkischer Lyriker sowie Theater- und Drehbuchautor

### Hasty
- Hasty, JaMycal (* 1996), US-amerikanischer American-Football-Spieler
- Hasty, Jennifer (* 1973), US-amerikanische Schauspielerin